# Galerie des drapeaux des territoires dépendants
Cette galerie contient les drapeaux des territoires non souverains selon l'Organisation des Nations unies,. Certains de ces territoires sont reconnus par les États souverains dont ils dépendent ; d'autres, auto-proclamés et signalés par un X, non, mais quelques-uns peuvent être reconnus comme « ayant vocation à devenir autonomes ou indépendants » par le Comité spécial de la décolonisation. Les territoires sans autre drapeau que celui de l'état souverain dont ils dépendent, n'y figurent pas.

## Angola

Drapeau indépendantiste de l'exclave de Cabinda (FLEC) X

## Australie

Drapeau des réserves aborigènes
Drapeau de l'île Christmas
Drapeau des Îles Cocos (Keeling)
Drapeau de Norfolk

## Azerbaïdjan

Drapeau de l'Artzakh arménien autoproclamé X ayant existé de 1991 à 2023.

## Canada

Drapeau officieux des Inuits (Nunavut et Nunavik au Canada, mais aussi Groenland danois)
Drapeau du Nunavut (territoire inuit du Canada anglophone sous juridiction du gouvernement fédéral)
Drapeau du Nunavik (territoire inuit informel du Canada francophone sous juridiction du Québec)
Drapeau des Territoires du Nord-Ouest (sous juridiction du gouvernement fédéral)
Drapeau du Yukon (sous juridiction du gouvernement fédéral)

## Chili

Drapeau de l'île de Pâques
Drapeau de l'Araucanie chilienne X

## République populaire de Chine

Drapeau de Hong Kong (régions administrative spéciale)
Drapeau de Macao (régions administrative spéciale)
Drapeau de la République non-communiste de Chine, revendiquée par la Chine communiste
Drapeau autonomiste ou indépendantiste du Tibet X
Drapeau autonomiste ou indépendantiste du Turkestan Oriental X

## Chypre

Drapeau de la partie turque de Chypre, autoproclamée en 1972 X

## Danemark

Drapeau des îles Féroé
Drapeau du Groenland

## Émirats arabes unis

Drapeau d'Abou Dabi
Drapeau de Ajman
Drapeau de Charjah
Drapeau de Dubaï
Drapeau de Fujaïrah
Drapeau de Ras el Khaïmah
Drapeau de Oumm al Qaïwaïn

## Espagne

Drapeau de Ceuta
Drapeau de Melilla
Drapeau des Îles Canaries (communauté autonome d'outre-mer)

## États-Unis
Note : ces territoires des États-Unis ne font pas partie des 50 États

Drapeau de Porto Rico (territoire autonome associé)
Drapeau des îles Mariannes du Nord
Drapeau de Guam
Drapeau des îles Vierges des États-Unis
Drapeau des Samoa américaines
Drapeau des Îles Midway
Drapeau de Wake

## Finlande

Drapeau des îles Åland

## France
Note : ces drapeaux sont tous officieux (non-officiels), étant supplantés par le drapeau tricolore bleu, blanc, rouge. La Nouvelle-Calédonie utilise le drapeau français et le drapeau kanak, bien que cet usage n'ait pas été acté par une loi de pays. Même chose pour les drapeaux traditionnels basque, breton, corse, normand, occitan et provençal, différents de ceux des Régions administratives, et très présents dans les régions concernées, y compris dans les mairies et autres emplacements officiels.

Drapeau de la Bretagne
Drapeau du Pays basque
Drapeau de la Normandie
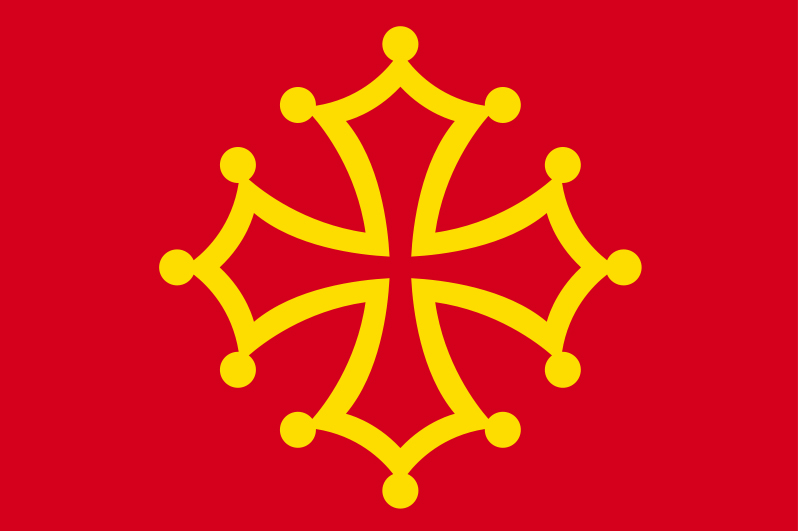
Drapeau de l'Occitanie
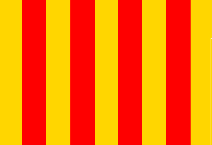
Drapeau de la Provence
Drapeau de la Corse
Drapeau de Saint-Pierre-et-Miquelon
Drapeau de Saint-Barthélemy
Drapeau de Saint Martin
Drapeau traditionnel de la Guadeloupe française
Drapeau indépendentiste de la Guadeloupe
Drapeau traditionnel de la Martinique française
Drapeau indépendantiste de la Martinique
Drapeau traditionnel de la Guyane française
Drapeau indépendantiste de la Guyane
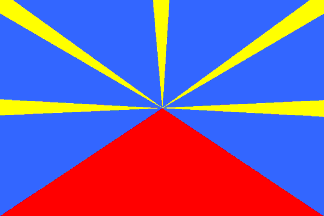
Drapeau de La Réunion
Drapeau de Mayotte
Drapeau de la Polynésie française suivi de ceux (de haut en bas) des archipels composant le territoire : Marquises, Société (avec les Îles Sous-le-Vent), Tuamotu, Gambier et Australes
Drapeau indépendantiste de la Polynésie française
Drapeau de Wallis-et-Futuna
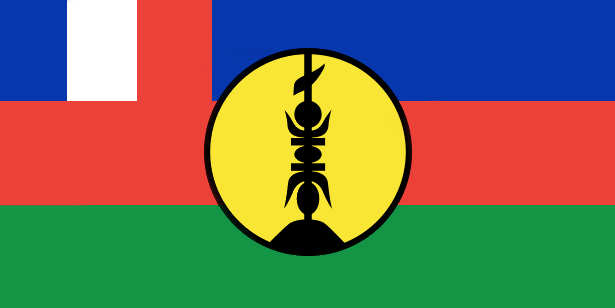
Drapeau de la Nouvelle-Calédonie (la version indépendantiste n'inclut pas le tricolore français)
Drapeau des Terres australes et antarctiques françaises

## Géorgie
Note : de jure la Géorgie compte trois régions autonomes, mais de facto deux d'entre elles se sont autoproclamées indépendantes X sous présence militaire russe, et sont reconnues comme telles par la Russie :

Drapeau sécessionniste de l'Abkhazie X
Drapeau de l'Adjarie
Drapeau sécessionniste de l'Ossétie du Sud X

## Grèce

Drapeau de la communauté monastique du mont Athos, aussi arboré dans toute la Grèce avec le drapeau hellénique et celui de l'Union européenne, comme symbole de l'Église orthodoxe grecque

## Israël

Drapeau de la Palestine

## Maroc

Drapeau de l'État sahraoui (RASD) X soutenu par l'Algérie et reconnu par le droit international

## Maurice

Drapeau de Rodrigues

## Moldavie

Drapeau de la région autonome de Gagaouzie
Drapeau de jure de la région autonome de Transnistrie internationalement reconnue
Drapeau de facto de la Transnistrie sécessionniste russe autoproclamée X et militairement gardée par la Russie

## Nouvelle-Guinée
Note : cette vaste île est partagée entre, à l'Ouest, l'Indonésie (provinces de Nouvelle-Guinée occidentale) et à l'Est, l'État indépendant de Papouasie-Nouvelle-Guinée.
- Côté indonésien, un mouvement indépendantiste papou s'affirme :

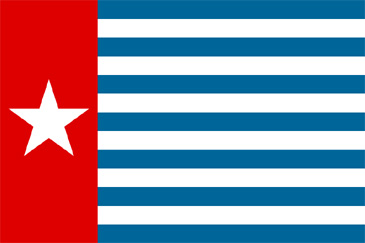
Drapeau indépendantiste de la Nouvelle-Guinée occidentale X

- Côté papou, l'île île salomonienne et mélanésienne de Bougainville a déjà obtenu son autonomie :

Drapeau de l'île Bougainville

## Nouvelle-Zélande
Note : les trois premiers sont officieux.

Drapeau des réserves Maori
Drapeau des îles Chatham
Drapeau des Moriori des îles Chatham
Drapeau des îles Cook
Drapeau de Niue
Drapeau des Tokelau
Drapeau de la Dépendance de Ross en Antarctique

## Pays-Bas
Pays-Bas caribéens :

Drapeau d’Aruba
Drapeau de Curaçao
Drapeau de Saint-Martin
Drapeau de Bonaire
Drapeau de Saba
Drapeau de Saint-Eustache

## Portugal
Îles autonomes :

Drapeau des Açores
Drapeau de Madère

## Royaume-Uni

### Dépendances de la Couronne

Drapeau de Guernesey
Drapeau de l'île de Man
Drapeau de Jersey

### Territoires britanniques d'outre-mer

Drapeau d'Anguilla
Drapeau de l'île de l'Ascension (partie de Sainte-Hélène, Ascension et Tristan da Cunha)
Drapeau des Bermudes
Drapeau du Territoire britannique antarctique
Drapeau du Territoire britannique de l'océan Indien
Drapeau des îles Vierges britanniques
Drapeau des îles Caïmans
Drapeau des îles Malouines
Drapeau de Gibraltar
Drapeau de Montserrat
Drapeau des Îles Pitcairn
Drapeau de Sainte-Hélène (partie de Sainte-Hélène, Ascension et Tristan da Cunha)
Drapeau de la Géorgie du Sud-et-les Îles Sandwich du Sud
Drapeau de Tristan da Cunha (partie de Sainte-Hélène, Ascension et Tristan da Cunha)
Drapeau des Îles Turques-et-Caïques

## Russie
- Républiques autonomes :

Drapeau de la Bachkirie
Drapeau de la Bouriatie
Drapeau de la Carélie russe
Drapeau de la Circassie adyguée
Drapeau de la Circassie caratchaïenne
Drapeau du Daguestan
Drapeau de la Hakassie
Drapeau de l'Ingouchie
Drapeau de la Kabardino-Balkarie
Drapeau de la Kalmoukie
Drapeau de la Komianie
Drapeau de la Mariélie
Drapeau de la Mordovie
Drapeau de l'Oïratie
Drapeau de l'Ossétie-du-Nord-Alanie
Drapeau de l'Oudmourtie
Drapeau du Tatarstan
Drapeau de la Touvanie
Drapeau de la Tchétchénie pro-russe
Drapeau indépendantiste X de la Tchétchénie
Drapeau de la Tchouvachie
Drapeau de la Yakoutie

- arrondissemets autonomes :

Drapeau du Birobidjan
Drapeau de la Nénétsie d'Europe
Drapeau de la Nénétsie du Yamal
Drapeau de la Tchoukotkie
Drapeau de l'Ougrie

## Serbie
Note : la Voïvodine est une province autonome de jure selon la Serbie et le droit international ; le Kosovo est une autre province autonome de jure selon la Serbie et la moitié environ de la communauté internationale, mais un État indépendant de facto (X selon la Serbie), reconnu comme tel de jure par l'autre moitié environ de la communauté internationale

Drapeau de Voïvodine
Drapeau du Kosovo

## Somalie

Drapeau du Puntland X
Drapeau du Somaliland X
Drapeau du Maakhir X

## Ukraine

Drapeau de la Crimée (république autonome de l'Ukraine de jure selon le droit international, territoire russe de facto X depuis 2014)